# Liga da CONCACAF de 2017
A Liga da CONCACAF de 2017 (oficialmente Liga CONCACAF Scotiabank 2017 por questões de patrocínio) foi a primeira edição da competição que foi disputada por equipes da América Central e do Caribe. Como campeão, o Olimpia se classificou para a Liga dos Campeões da CONCACAF de 2018.

## Qualificação
Um total de 16 equipes participaram da competição:
- 13 equipes das seis associações da América Central. Normalmente, estas equipes viriam de sete associações porém as equipes da Guatemala foram excluídas desta edição do torneio.
- 3 equipes de no máximo três associações do Caribe.

## Equipes classificadas
As seguintes equipes disputaram a competição:
| Associação                             | Pote                         | Equipe                       | Método de qualificação                                                                                                  |
| América Central (13 equipes)           | América Central (13 equipes) | América Central (13 equipes) | América Central (13 equipes)                                                                                            |
| -------------------------------------- | ---------------------------- | ---------------------------- | --- |
| Costa Rica · 2 vagas[Nota Guatemala]   | 1                            | Alajuelense                  | Não-campeão/vice-campeão com a melhor campanha no Campeonato Costarriquenho de 2016–17                                  |
| Costa Rica · 2 vagas[Nota Guatemala]   | 2                            | Santos de Guápiles           | Não-campeão/vice-campeão com a melhor campanha no Campeonato Costarriquenho de 2016–17                                  |
| Honduras · 2 + 1 vagas[Nota Guatemala] | 1                            | Honduras Progreso            | Vice-campeão – Clausura de 2017 (com a melhor campanha no agregado na temporada 2016–17)                                |
| Honduras · 2 + 1 vagas[Nota Guatemala] | 2                            | Platense                     | Vice-campeão – Apertura de 2016                                                                                         |
| Honduras · 2 + 1 vagas[Nota Guatemala] | 2                            | Olimpia                      | Não-finalista com a melhor campanha no agregado na temporada 2016–17                                                    |
| Panamá · 2 + 1 vagas[Nota Guatemala]   | 1                            | Árabe Unido                  | Campeão – Apertura de 2016 Vice-campeão – Clausura de 2017 (Campeão com pior campanha no agregado na temporada 2016–17) |
| Panamá · 2 + 1 vagas[Nota Guatemala]   | 1                            | Plaza Amador                 | Vice-campeão – Apertura de 2016                                                                                         |
| Panamá · 2 + 1 vagas[Nota Guatemala]   | 2                            | Chorrillo                    | Não-finalista com a melhor campanha no agregado na temporada 2016–17                                                    |
| El Salvador · 2 vagas                  | 1                            | Alianza                      | Vice-campeão – Apertura de 2016 Vice-campeão – Clausura de 2017                                                         |
| El Salvador · 2 vagas                  | 2                            | Águila                       | Não-finalista com a melhor campanha no agregado na temporada 2016–17                                                    |
| Nicarágua · 2 vagas                    | 1                            | Real Estelí                  | Campeão – Apertura de 2016 Campeão – Clausura de 2017                                                                   |
| Nicarágua · 2 vagas                    | 2                            | Walter Ferretti              | Vice-campeão – Apertura de 2016 Vice-campeão – Clausura de 2017                                                         |
| Belize · 1 vaga                        | 1                            | Belmopan Bandits             | Campeão – Abertura de 2016 Campeão – Encerramento de 2017                                                               |
| Caribe (3 equipes)                     |                              |                              | |
| Trinidad e Tobago · 2 equipes          | 1                            | San Juan Jabloteh            | Vice-campeão – Campeonato de Clubes da CFU de 2017                                                                      |
| Trinidad e Tobago · 2 equipes          | 2                            | Central                      | Quarto lugar – Campeonato de Clubes da CFU de 2017                                                                      |
| Jamaica · 1 equipe                     | 2                            | Portmore United              | Terceiro lugar – Campeonato de Clubes da CFU de 2017                                                                    |

Notas
- Nota Guatemala. ^  Em 28 de outubro de 2016 a FIFA suspendeu a Federación Nacional de Fútbol de Guatemala por interferência política pelo Governo da Guatemala. Até a suspensão ser revogada, equipes da Guatemala não são permitidas em participar de torneios internacionais.[2] A CONCACAF definiu uma data limite até o dia 1 de maio de 2017 para que a suspensão fosse revogada para que as equipes da Guatemala pudessem participar da competição,[3] o que não ocorreu. Em 5 de maio de 2017 todas as equipes da Guatemala foram expulsas da competição após a FIFA não revogar a suspensão. Antigua e o Guastatoya seriam as equipes classificadas. Eles foram substituídos pelo Santos de Guápiles da Costa Rica, Olimpia de Honduras e pelo Chorrillo do Panamá.[4][5]

## Sorteio
O sorteio ocorreu em 31 de maio de 2017 em Miami nos Estados Unidos. As equipes classificadas foram distribuidas nos potes da seguinte forma:
| Pote 1             | Pote 1          | Pote 1           | Pote 1            |
| ------------------ | --------------- | ---------------- | ----------------- |
| Alajuelense        | Árabe Unido     | Plaza Amador     | Honduras Progreso |
| Alianza            | Real Estelí     | Belmopan Bandits | San Juan Jabloteh |
| Pote 2             |                 |                  |                   |
| Santos de Guápiles | Chorrillo       | Platense         | Olimpia           |
| Águila             | Walter Ferretti | Portmore United  | Central           |

## Calendário
|                  | Partida de ida    | Partida de volta  |
| ---------------- | ----------------- | ----------------- |
| Oitavas de final | 1–3 de agosto     | 8–10 de agosto    |
| Quartas de final | 15–17 de agosto   | 22–24 de agosto   |
| Semifinais       | 12–14 de setembro | 19–21 de setembro |
| Final            | 19 de outubro     | 26 de outubro     |

## Chaveamento
|  | Oitavas de final   | Oitavas de final | Oitavas de final | Oitavas de final |       |                    | Quartas de final | Quartas de final | Quartas de final | Quartas de final |  |                    | Semifinais | Semifinais | Semifinais | Semifinais |                    |   | Finais | Finais | Finais | Finais |
|  |                    |                  |                  |                  |       |                    |                  |                  |                  |                  |  |                    |            |            |            |            |                    |   |        |        |        |        |
|  | San Juan Jabloteh  | 2                | 1                | 3                |       |                    |                  |                  |                  |                  |  |                    |            |            |            |            |                    |   |        |        |        |        |
|  | Santos de Guápiles | 6                | 2                | 8                |       |                    |                  |                  |                  |                  |  |                    |            |            |            |            |                    |   |        |        |        |        |
|  | Santos de Guápiles | 6                | 2                | 8                |       | Santos de Guápiles | 1                | 1                | 2                |                  |  |                    |            |            |            |            |                    |   |        |        |        |        |
|  |                    |                  |                  |                  |       | Santos de Guápiles | 1                | 1                | 2                |                  |  |                    |            |            |            |            |                    |   |        |        |        |        |
|  |                    | Chorrillo        | 0                | 0                | 0     |                    |                  |                  |                  |                  |  |                    |            |            |            |            |                    |   |        |        |        |        |
|  | Honduras Progreso  | Chorrillo        | 0                | 0                | 0     | 0                  | 0                | 0                |                  |                  |  |                    |            |            |            |            |                    |   |        |        |        |        |
|  | Honduras Progreso  |                  |                  |                  |       | 0                  | 0                | 0                |                  |                  |  |                    |            |            |            |            |                    |   |        |        |        |        |
|  | Chorrillo          | 1                | 1                | 2                |       |                    |                  |                  |                  |                  |  |                    |            |            |            |            |                    |   |        |        |        |        |
|  | Chorrillo          | 1                | 1                | 2                |       |                    |                  |                  |                  |                  |  | Santos de Guápiles | 0          | 1          | 1          |            |                    |   |        |        |        |        |
|  |                    |                  |                  |                  |       |                    |                  |                  |                  |                  |  | Santos de Guápiles | 0          | 1          | 1          |            |                    |   |        |        |        |        |
|  |                    | Árabe Unido      | 0                | 0                | 0     |                    |                  |                  |                  |                  |  |                    |            |            |            |            |                    |   |        |        |        |        |
|  | Árabe Unido        | Árabe Unido      | 0                | 0                | 0     | 2                  | 3                | 5                |                  |                  |  |                    |            |            |            |            |                    |   |        |        |        |        |
|  | Árabe Unido        |                  |                  |                  |       | 2                  | 3                | 5                |                  |                  |  |                    |            |            |            |            |                    |   |        |        |        |        |
|  | Central            | 1                | 0                | 1                |       |                    |                  |                  |                  |                  |  |                    |            |            |            |            |                    |   |        |        |        |        |
|  | Central            | 1                | 0                | 1                |       | Árabe Unido        | 2                | 0                | 2                |                  |  |                    |            |            |            |            |                    |   |        |        |        |        |
|  |                    |                  |                  |                  |       | Árabe Unido        | 2                | 0                | 2                |                  |  |                    |            |            |            |            |                    |   |        |        |        |        |
|  |                    | Águila           | 0                | 1                | 1     |                    |                  |                  |                  |                  |  |                    |            |            |            |            |                    |   |        |        |        |        |
|  | Real Estelí        | Águila           | 0                | 1                | 1     | 0                  | 1                | 1 (3)            |                  |                  |  |                    |            |            |            |            |                    |   |        |        |        |        |
|  | Real Estelí        |                  |                  |                  |       | 0                  | 1                | 1 (3)            |                  |                  |  |                    |            |            |            |            |                    |   |        |        |        |        |
|  | Águila (pen)       | 1                | 0                | 1 (4)            |       |                    |                  |                  |                  |                  |  |                    |            |            |            |            |                    |   |        |        |        |        |
|  | Águila (pen)       | 1                | 0                | 1 (4)            |       |                    |                  |                  |                  |                  |  |                    |            |            |            |            | Santos de Guápiles | 1 | 0      | 1 (1)  |        |        |
|  |                    |                  |                  |                  |       |                    |                  |                  |                  |                  |  |                    |            |            |            |            |                    | 1 | 0      | 1 (1)  |        |        |
|  |                    | Olimpia (pen.)   | 0                | 1                | 1 (4) |                    |                  |                  |                  |                  |  |                    |            |            |            |            |                    |   |        |        |        |        |
|  | Alajuelense        | Olimpia (pen.)   | 0                | 1                | 1 (4) | 0                  | 0                | 0                |                  |                  |  |                    |            |            |            |            |                    |   |        |        |        |        |
|  | Alajuelense        |                  |                  |                  |       | 0                  | 0                | 0                |                  |                  |  |                    |            |            |            |            |                    |   |        |        |        |        |
|  | Olimpia            | 2                | 1                | 3                |       |                    |                  |                  |                  |                  |  |                    |            |            |            |            |                    |   |        |        |        |        |
|  | Olimpia            | 2                | 1                | 3                |       | Olimpia            | 0                | 3                | 3                |                  |  |                    |            |            |            |            |                    |   |        |        |        |        |
|  |                    |                  |                  |                  |       | Olimpia            | 0                | 3                | 3                |                  |  |                    |            |            |            |            |                    |   |        |        |        |        |
|  |                    | Alianza          | 1                | 1                | 2     |                    |                  |                  |                  |                  |  |                    |            |            |            |            |                    |   |        |        |        |        |
|  | Alianza            | Alianza          | 1                | 1                | 2     | 2                  | 2                | 4                |                  |                  |  |                    |            |            |            |            |                    |   |        |        |        |        |
|  | Alianza            |                  |                  |                  |       | 2                  | 2                | 4                |                  |                  |  |                    |            |            |            |            |                    |   |        |        |        |        |
|  | Platense           | 1                | 1                | 2                |       |                    |                  |                  |                  |                  |  |                    |            |            |            |            |                    |   |        |        |        |        |
|  | Platense           | 1                | 1                | 2                |       |                    |                  |                  |                  |                  |  | Olimpia            | 7          | 1          | 8          |            |                    |   |        |        |        |        |
|  |                    |                  |                  |                  |       |                    |                  |                  |                  |                  |  | Olimpia            | 7          | 1          | 8          |            |                    |   |        |        |        |        |
|  |                    | Plaza Amador     | 1                | 1                | 2     |                    |                  |                  |                  |                  |  |                    |            |            |            |            |                    |   |        |        |        |        |
|  | Plaza Amador (pen) | Plaza Amador     | 1                | 1                | 2     | 0                  | 1                | 1 (5)            |                  |                  |  |                    |            |            |            |            |                    |   |        |        |        |        |
|  | Plaza Amador (pen) |                  |                  |                  |       | 0                  | 1                | 1 (5)            |                  |                  |  |                    |            |            |            |            |                    |   |        |        |        |        |
|  | Portmore United    | 1                | 0                | 1 (4)            |       |                    |                  |                  |                  |                  |  |                    |            |            |            |            |                    |   |        |        |        |        |
|  | Portmore United    | 1                | 0                | 1 (4)            |       | Plaza Amador       | 0                | 2                | 2                |                  |  |                    |            |            |            |            |                    |   |        |        |        |        |
|  |                    |                  |                  |                  |       | Plaza Amador       | 0                | 2                | 2                |                  |  |                    |            |            |            |            |                    |   |        |        |        |        |
|  |                    | Walter Ferretti  | 0                | 1                | 1     |                    |                  |                  |                  |                  |  |                    |            |            |            |            |                    |   |        |        |        |        |
|  | Belmopan Bandits   | Walter Ferretti  | 0                | 1                | 1     | 1                  | 0                | 1                |                  |                  |  |                    |            |            |            |            |                    |   |        |        |        |        |
|  | Belmopan Bandits   |                  |                  |                  |       | 1                  | 0                | 1                |                  |                  |  |                    |            |            |            |            |                    |   |        |        |        |        |
|  | Walter Ferretti    | 4                | 1                | 5                |       |                    |                  |                  |                  |                  |  |                    |            |            |            |            |                    |   |        |        |        |        |

## Oitavas de final
As partidas de ida foram disputadas em 1–3 de agosto e as partidas de volta em 8–10 de agosto.
Todas as partidas seguem o fuso horário UTC−04:00.
| Equipe 1           | Total       | Equipe 2          | 1.º jogo | 2.º jogo |
| ------------------ | ----------- | ----------------- | -------- | -------- |
| Santos de Guápiles | 8–3         | San Juan Jabloteh | 6–2      | 2–1      |
| Chorrillo          | 2–0         | Honduras Progreso | 1–0      | 1–0      |
| Central            | 1–5         | Árabe Unido       | 1–2      | 0–3      |
| Águila             | 1–1 (4–3 p) | Real Estelí       | 1–0      | 0–1      |
| Olimpia            | 3–0         | Alajuelense       | 2–0      | 1–0      |
| Platense           | 2–4         | Alianza           | 1–2      | 1–2      |
| Portmore United    | 1–1 (4–5 p) | Plaza Amador      | 1–0      | 0–1      |
| Walter Ferretti    | 5–1         | Belmopan Bandits  | 4–1      | 1–0      |

### Partidas de ida
| 1 de agosto | Chorrillo  | 1 – 0     | Honduras Progreso | Estádio Rommel Fernández, Cidade do Panamá |
| 22:00       | Sierra 47' | Relatório |                   | Árbitro: CAN David Gantar                  |

| 1 de agosto | Santos de Guápiles                                                                                 | 6 – 2     | San Juan Jabloteh       | Estádio Ricardo Saprissa Aymá, Tibás |
| 20:00       | Cunningham 4' (pen) · Matarrita 31' · Salas 39' · Monguio 58' · Rodríguez 72' · Madrigal 78' (pen) | Relatório | Simpson 50' · Lewis 89' | Árbitro: HON Armando Castro          |

| 2 de agosto | Águila     | 1 – 0     | Real Estelí | Estádio Cuscatlán, San Salvador |
| 20:00       | García 89' | Relatório |             | Árbitro: JAM Daneon Parchment   |

| 2 de agosto | Portmore United | 1 – 0     | Plaza Amador | Independence Park, Kingston     |
| 20:00       | Lynch 73'       | Relatório |              | Árbitro: USA Armando Villarreal |

| 2 de agosto | Platense | 1 – 2     | Alianza                   | Estádio Excélsior, Puerto Cortés |
| 22:00       | Hay 86'  | Relatório | Zelaya 72' · Portillo 88' | Árbitro: PAN José Kellys         |

| 3 de agosto | Central     | 1 – 2     | Árabe Unido                 | Estádio Hasely Crawford, Port of Spain |
| 20:00       | Peltier 20' | Relatório | C. Small 39' · E. Small 62' | Árbitro: HON Héctor Martínez           |

| 3 de agosto | Olimpia                 | 2 – 0     | Alajuelense | Estádio Tiburcio Carías Andino, Tegucigalpa |
| 20:00       | Costly 2' · Álvarez 25' | Relatório |             | Árbitro: GUA Mario Escobar                  |

| 3 de agosto | Walter Ferretti                                        | 4 – 1     | Belmopan Bandits | Estádio Independência, Estelí |
| 22:00       | Méndez 12' · Laureiro 75', 90+2' · Anderson 90' (g.c.) | Relatório | Welcome 79'      | Árbitro: CUB Michel Rodríguez |

### Partidas de volta
| 8 de agosto | San Juan Jabloteh | 1 – 2     | Santos de Guápiles        | Estádio Hasely Crawford, Port of Spain |
| 20:00       | Reid 3' (pen)     | Relatório | Garro 33' · Solórzano 72' | Árbitro: GUA Gladwyn Johnson           |

Santos de Guápiles venceu por 8–3 no agregado.
| 8 de agosto | Real Estelí | 1 – 0     | Águila | Estádio Independência, Estelí |
| 20:00       | Peralta 85' | Relatório |        | Árbitro: GUA Bryan López      |

|                                      |       | Penalidades                   |  |
| Acosta Copete Chavarría Mejía Torres | 3 – 4 | Cabezas Flores Sánchez García |  |

1–1 no agregado. Águila venceu na disputa por pênaltis.
| 8 de agosto | Alianza                | 2 – 1     | Platense             | Estádio Cuscatlán, San Salvador |
| 22:00       | Zelaya 15' · Larín 31' | Relatório | Marroquín 27' (g.c.) | Árbitro: MEX Luis Santander     |

Alianza venceu por 4–2 no agregado.
| 9 de agosto | Plaza Amador | 1 – 0     | Portmore United | Estádio Rommel Fernández, Cidade do Panamá |
| 20:00       | Pimentel 75' | Relatório |                 | Árbitro: CRC Juan Calderón                 |

|                                        |       | Penalidades                          |  |
| Sinclair Murillo Dixon Pimentel Hughes | 5 – 4 | Grandison Binns Williams Dyce Morris |  |

1–1 no agregado. Plaza Amador venceu na disputa por pênaltis.
| 9 de agosto | Honduras Progreso | 0 – 1     | Chorrillo    | Estádio Francisco Morazán, San Pedro Sula |
| 22:00       |                   | Relatório | Stephens 61' | Árbitro: SKN Kimbell Ward                 |

Chorrillo venceu por 2–0 no agregado.
| 10 de agosto | Árabe Unido                   | 3 – 0     | Central | Estádio Rommel Fernández, Cidade do Panamá |
| 20:00        | Addles 3', 23' · C. Small 69' | Relatório |         | Árbitro: MEX Erik Galindo                  |

Árabe Unido venceu por 5–1 no agregado.
| 10 de agosto | Alajuelense | 0 – 1     | Olimpia     | Estádio Nacional, San José |
| 22:00        |             | Relatório | Rojas 45+2' | Árbitro: USA Ismail Elfath |

Olimpia venceu por 3–0 no agregado.
| 10 de agosto | Belmopan Bandits | 0 – 1     | Walter Ferretti | Estádio Isidoro Beaton, Belmopan |
| 22:00        |                  | Relatório | Robinson 12'    | Árbitro: PAN Ariel Sánchez       |

Walter Ferretti venceu por 5–1 no agregado.

## Quartas de final
As partidas de ida foram disputadas em 15–17 de agosto e as partidas de volta em 22–24 de agosto.
Todas as partidas seguem o fuso horário UTC−04:00.
| Equipe 1        | Total | Equipe 2           | 1.º jogo | 2.º jogo |
| --------------- | ----- | ------------------ | -------- | -------- |
| Chorrillo       | 0–2   | Santos de Guápiles | 0–1      | 0–1      |
| Águila          | 1–2   | Árabe Unido        | 0–2      | 1–0      |
| Alianza         | 2–3   | Olimpia            | 1–0      | 1–3      |
| Walter Ferretti | 1–2   | Plaza Amador       | 0–0      | 1–2      |

### Partidas de ida
| 15 de agosto | Chorrillo | 0 – 1     | Santos de Guápiles | Estádio Rommel Fernández, Cidade do Panamá |
| 22:00        |           | Relatório | Rodríguez 40'      | Árbitro: JAM Kevin Morrison                |

| 16 de agosto | Águila | 0 – 2     | Árabe Unido       | Estádio Cuscatlán, San Salvador |
| 22:00        |        | Relatório | C. Small 47', 81' | Árbitro: GUY Sherwin Moore      |

| 17 de agosto | Walter Ferretti | 0 – 0     | Plaza Amador | Estádio Independência, Estelí |
| 20:00        |                 | Relatório |              | Árbitro: HON Raúl Castro      |

| 17 de agosto | Alianza    | 1 – 0     | Olimpia | Estádio Cuscatlán, San Salvador |
| 22:00        | Zelaya 51' | Relatório |         | Árbitro: BAH Wilson da Costa    |

### Partidas de volta
| 22 de agosto | Santos de Guápiles | 1 – 0     | Chorrillo | Estádio Nacional, San José  |
| 22:00        | Matarrita 18'      | Relatório |           | Árbitro: CUB Yadel Martínez |

Santos de Guápiles venceu por 2–0 no agregado.
| 23 de agosto | Árabe Unido | 0 – 1     | Águila      | Estádio Rommel Fernández, Cidade do Panamá |
| 22:00        |             | Relatório | Lezcano 10' | Árbitro: HON Héctor Rodríguez              |

Árabe Unido venceu por 2–1 no placar agregado.
| 24 de agosto | Plaza Amador              | 2 – 1     | Walter Ferretti    | Estádio Rommel Fernández, Cidade do Panamá |
| 20:00        | Murillo 1' · Sinclair 55' | Relatório | Laureiro 40' (pen) | Árbitro: GUA Juan Guerra                   |

Plaza Amador venceu por 2–1 no placar agregado.
| 24 de agosto | Olimpia                      | 3 – 1     | Alianza      | Estádio Tiburcio Carías Andino, Tegucigalpa |
| 22:00        | Rojas 2' · Costly 55', 90+5' | Relatório | Guerreño 45' | Árbitro: MEX Luis Santander                 |

Olimpia venceu por 3–2 no placar agregado.

## Semifinais
Nas semifinais, os confrontos foram determinados da seguinte forma:
- SF1: Vencedor QF1 x Vencedor QF2
- SF2: Vencedor QF3 x Vencedor QF4

As ordem das partidas nesta fase foram definidas seguindo o desempenho de cada time nas fases anteriores. A equipe com melhor campanha jogou a partida de volta em casa. As partidas de ida foram disputadas em 12–14 de setembro e as partidas de volta em 19–21 de setembro.
Todas as partidas seguem o fuso horário UTC−04:00.
| Equipe 1     | Total | Equipe 2           | 1.º jogo | 2.º jogo |
| ------------ | ----- | ------------------ | -------- | -------- |
| Árabe Unido  | 0–1   | Santos de Guápiles | 0–0      | 0–1      |
| Plaza Amador | 2–8   | Olimpia            | 1–7      | 1–1      |

### Partidas de ida
| 13 de setembro | Árabe Unido | 0 – 0     | Santos de Guápiles | Estádio Rommel Fernández, Cidade do Panamá |
| 22:00          |             | Relatório |                    | Árbitro: GUA Walter López                  |

| 14 de setembro | Plaza Amador | 1 – 7     | Olimpia                                                          | Estádio Rommel Fernández, Cidade do Panamá |
| 20:00          | Zorrilla 39' | Relatório | Costly 12' · López 22' · Rojas 28', 65' · Chirinos 61', 68', 81' | Árbitro: USA Armando Villarreal            |

### Partidas de volta
| 21 de setembro | Santos de Guápiles | 1 – 0     | Árabe Unido | Estádio Nacional, San José |
| 20:00          | Cunningham 86'     | Relatório |             | Árbitro: GUA Mario Escobar |

Santos de Guápiles venceu por 1–0 no placar agregado.
| 21 de setembro | Olimpia   | 1 – 1     | Plaza Amador | Estádio Olímpico Metropolitano, San Pedro Sula |
| 22:00          | Rojas 81' | Relatório | Murillo 20'  | Árbitro: SLV Joel Aguilar                      |

Olimpia venceu por 8–2 no placar agregado.

## Final
Na final, a equipe que teve a melhor campanha nas fases anteriores jogou a partida de volta em casa. A partida de ida foi disputada em 19 de outubro e a partida de volta em 26 de outubro.
Todas as partidas seguem o fuso horário UTC−04:00.
| Equipe 1 | Total       | Equipe 2           | 1.º jogo | 2.º jogo  |
| -------- | ----------- | ------------------ | -------- | --------- |
| Olimpia  | 1–1 (4–1 p) | Santos de Guápiles | 0–1      | 1–0 (pro) |

### Partida de ida
| 19 de outubro | Olimpia | 0 – 1     | Santos de Guápiles | Estádio Olímpico Metropolitano, San Pedro Sula |
| 22:00         |         | Relatório | Azofeifa 62'       | Árbitro: USA Ismail Elfath                     |

### Partida de volta
| 26 de outubro | Santos de Guápiles | 0 – 1     | Olimpia      | Estádio Nacional, San José  |
| 22:00         |                    | Relatório | Chirinos 21' | Árbitro: MEX Luis Santander |

|                         |       | Penalidades                |  |
| Azofeifa Lagos Barquero | 1 – 4 | Costly Moya López C. Mejía |  |

## Premiação
| Liga da CONCACAF de 2017    |
| Honduras                    |
| --------------------------- |
| Olimpia Campeão (1º título) |